# Большая Каска
Большая Каска — река в России, протекает в Опаринском районе Кировской области. Устье реки находится в 329 км по правому берегу реки Молома. Длина реки составляет 27 км, площадь водосборного бассейна 156 км².
Река берёт исток в лесах близ точки, где сходятся Кировская, Вологодская и Костромская область в 22 км к северо-западу от посёлка Верхняя Волманга. Река течёт на северо-восток по ненаселённому заболоченному лесу, протекает несколько небольших деревень. Притоки — Карпиевка, Большая Речка (левые).

## Данные водного реестра
По данным государственного водного реестра России относится к Камскому бассейновому округу, водохозяйственный участок реки — Вятка от города Киров до города Котельнич, речной подбассейн реки — Вятка. Речной бассейн реки — Кама.
По данным геоинформационной системы водохозяйственного районирования территории РФ, подготовленной Федеральным агентством водных ресурсов:
- Код водного объекта в государственном водном реестре — 10010300312111100035126
- Код по гидрологической изученности (ГИ) — 111103512
- Код бассейна — 10.01.03.003
- Номер тома по ГИ — 11
- Выпуск по ГИ — 1